# Liste des titres de vicomte de la noblesse belge
La liste des titres de vicomte de la noblesse belge recense les titres de vicomte héréditaires ou transmissible par primogéniture masculine, authentiques et réguliers, créés ou reconnus en Belgique, et transmis jusqu’à nos jours de façon régulière en ligne naturelle et légitime à partir du premier bénéficiaire.

## Histoire

### Titres subsistants
| Titre | Titulaire actuel                                             | Région d’origine | Ancienneté    | Blason |
| --- | ------------------------------------------------------------ | ---------------- | ------------- | ------ |
| - Vicomte van Aefferden Date de création: 4 décembre 1871 Monarque: Léopold II                           | Karl-René, 5e Vicomte van Aefferden né le 19 juillet 1948    | Pays-Bas         | XVIe siècle   |        |
| - Vicomte de Baré de Comogne Date de création: 1er août 1848 Monarque: Léopold Ier                       | Christian, 6e Vicomte de Baré de Comogne né le 27 mai 1944   | Brabant          | XVIe siècle   |        |
| - Vicomte Berryer Date de création: 1er janvier 1925 Monarque: Albert Ier                                | Nicolas, 4e Vicomte Berryer né le 19 avril 1962              | Dauphiné         | XVe siècle    |        |
| - Vicomte de Beughem de Houtem Date de création: 1er janvier 1925 Monarque: Albert Ier                   | Emmanuel, 7e Vicomte de Beughem de Houtem                    |                  | XVIIe siècle  |        |
| - Vicomte de Biolley Date de création: 1er janvier 1925 Monarque: Albert Ier                             | Philippe, 6e Vicomte de Biolley                              |                  | XVIIe siècle  |        |
| - Vicomte le Boucq de Beaudignies Date de création: 1er janvier 1925 Monarque: Albert Ier                | Simon, 6e Vicomte le Boucq de Beaudignies                    |                  | XVe siècle    |        |
| - Vicomte du Bus de Warnaffe Date de création: 1er janvier 1925 Monarque: Albert Ier                     | Jean-Charles, 5e Vicomte du Bus de Warnaffe                  |                  | XVIIe siècle  |        |
| - Vicomte Cossée de Maulde Date de création: 1er janvier 1925 Monarque: Albert Ier                       | Benoît, 4e Vicomte Cossée de Maulde                          |                  | XVIIIe siècle |        |
| - Vicomte Desmaisières Date de création: 1er janvier 1925 Monarque: Albert Ier                           | Michel, 4e Vicomte Desmaisières                              |                  | XVIe siècle   |        |
| - Vicomte Eyskens Date de création: 1er janvier 1925 Monarque: Albert Ier                                | Mark, 2e Vicomte Eyskens                                     |                  | XXe siècle    |        |
| - Vicomte de Gaiffier d'Emeville Date de création: 1er janvier 1925 Monarque: Albert Ier                 | Loïc, 6e Vicomte de Gaiffier d'Emeville                      |                  | XVe siècle    |        |
| - Vicomte de Ghellinck d'Elseghem Vaernewijck Date de création: 1er janvier 1925 Monarque: Albert Ier    | Gaëtan, 4e Vicomte de Ghellinck d'Elseghem                   |                  | XIVe siècle   |        |
| - Vicomte le Hardÿ de Beaulieu Date de création: 1er janvier 1925 Monarque: Albert Ier                   | Jean, 3e Vicomte le Hardÿ de Beaulieu                        |                  | XVIIe siècle  |        |
| - Vicomte de Harlez de Deulin Date de création: 1er janvier 1925 Monarque: Albert Ier                    | Marc, 4e Vicomte de Harlez de Deulin                         |                  | XVe siècle    |        |
| - Vicomte Hayoit de Termicourt Date de création: 1er janvier 1925 Monarque: Albert Ier                   | Michel, 3e Vicomte Hayoit de Termicourt                      |                  | XVIIIe siècle |        |
| - Vicomte Jolly Date de création: 1er janvier 1925 Monarque: Albert Ier                                  | Alain, 4e Vicomte Jolly                                      |                  | XIXe siècle   |        |
| - Vicomte Poullet Date de création: 1er janvier 1925 Monarque: Albert Ier                                | Edmond, 3e Vicomte Poullet                                   |                  | XIXe siècle   |        |
| - Vicomte de Preud'homme d'Hailly de Nieuport Date de création: 1er janvier 1925 Monarque: Albert Ier    | Hans-Marald, 13e Vicomte de Preud'homme d'Hailly de Nieuport |                  | XVe siècle    |        |
| - Vicomte de Roest d'Alkemade Oem de Moesenbroek Date de création: 1er janvier 1925 Monarque: Albert Ier | Alain, 6e Vicomte de Roest d'Alkemade Oem de Moesenbroek     |                  | XVIe siècle   |        |
| - Vicomte de Schrynmakers de Dormael Date de création: 1er janvier 1925 Monarque: Albert Ier             | Éric, 6e Vicomte Schrynmakers de Dormael                     |                  | XVIe siècle   |        |
| - Vicomte Simonis Date de création: 1er janvier 1925 Monarque: Albert Ier                                | André, 4e Vicomte Simonis                                    |                  | XIXe siècle   |        |
| - Vicomte de Spoelberch Date de création: 1er janvier 1925 Monarque: Albert Ier                          | Henry-Claude, 8e Vicomte de Spoelberch                       |                  | XVIIe siècle  |        |
| - Vicomte Terlinden Date de création: 2 juillet 1921 Monarque: Albert Ier                                | Charles-Henri, 5e Vicomte Terlinden                          |                  | XVIIe siècle  |        |
| - Vicomte Vilain XIIII Date de création: 27 septembre 1758 Monarque: Marie-Thérèse                       | Philippe, 9e Vicomte Vilain XIIII                            |                  | XVIe siècle   |        |
| - Vicomte van de Vyvere Date de création: 28 avril 1931 Monarque: Albert Ier                             | Maurice-Aloys, 4e Vicomte van de Vyvere                      |                  | XIXe siècle   |        |
| - Vicomte Collard de Bovy Date de Création: 12 octobre 1878 Monarque: Léopold II                         | Édouard de Collard de Bovy                                   |                  | XIXe siècle   |        |
| |                                                              |                  |               |        |